# Xupap

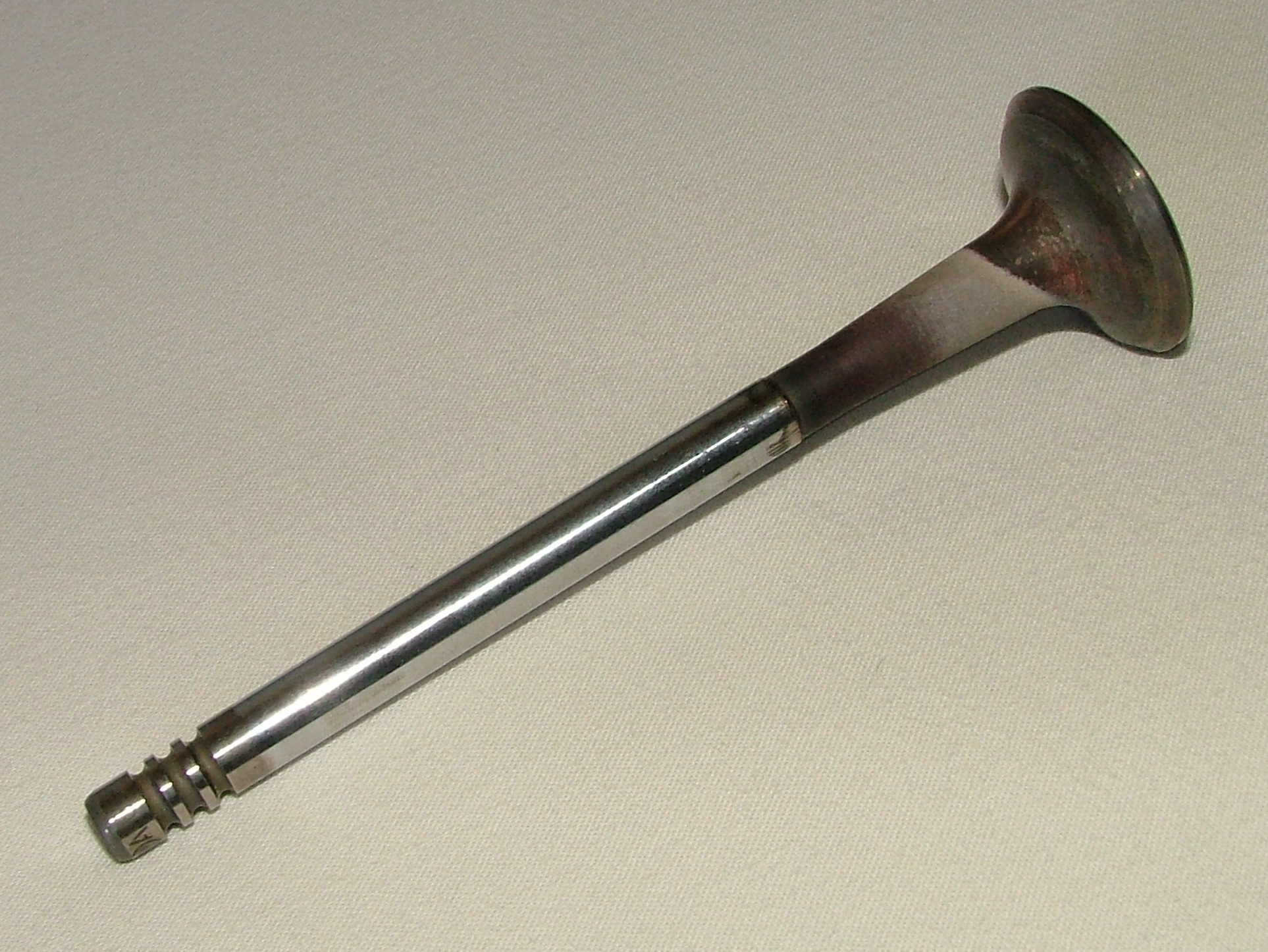
Xupap trong động cơ đốt trong

Xupap đặt bên trên xi lanh của động cơ đốt trong bốn kỳ. Xupap được điều khiển đóng–mở do tác động trực tiếp từ vấu cam trong cơ cấu phối khí cam trên đỉnh.

Xupap, hay còn gọi là xupap hình nấm (từ tiếng Pháp: soupape, tiếng Anh: poppet valve), là một loại linh kiện trong van thường được sử dụng để kiểm soát thời gian và lưu lượng của hỗn hợp khí cháy trong động cơ.
Ứng dụng thường gặp nhất của xupap là giúp đóng–mở các cửa nạp và cửa xả trong xi lanh động cơ đốt trong. Đa các động cơ hiện đại có thiết kế sử dụng bốn xupap trên mỗi xi lanh (hai xupap nạp và hai xupap xả), hoặc ba xupap trên mỗi xi lanh (hai xupap nạp và một xupap xả). Xupap làm việc trong điều kiện khắc nghiệt do bị va đập mạnh và tiếp xúc với nhiệt độ–áp suất cao, đặc biệt là xupap xả. Do vậy, xupap thường được làm bằng thép hợp kim chịu nhiệt. Một số xupap phi kim loại được làm từ những vật liệu khác như Nylon, Polyamide-imide (Torlon), Polyetheretherketone (PEEK).
Xupap được cho rằng phát minh vào năm 1833 bởi E.A.G. Young, nhân viên công ty Đường sắt Newcastle và Frenchtown (Newcastle and Frenchtown Railroad Company). Young được cấp bằng sáng chế nhưng vụ hỏa hoạn ở Văn phòng Bằng sáng chế vào năm 1836 đã phá hủy tất cả các hồ sơ liên quan đến phát minh này.

## Nguyên lý hoạt động
Về cơ bản, xupap hình nấm khác với van trượt (slide valve) và van dao động tịnh tiến (oscillating valve). Thay vì trượt hoặc chuyển động tịnh tiến qua lại trên đế van để mở cửa nạp–xả như hai loại van kia, xupap nâng lên từ đế xupap với chuyển động vuông góc với mặt phẳng của cửa nạp–xả. Ưu điểm chính của xupap là nó không có chuyển động trên đế xupap, do đó không cần phải bôi trơn.
Trong hầu hết các trường hợp, thường có thêm một "xupap cân bằng" trong van tác động trực tiếp (direct-acting valve). Nhờ vậy, để di chuyển đầu xupap sẽ cần ít lực tác động hơn vì các lực đều ngược chiều nhau và có độ lớn bằng nhau. Cuộn dây điện từ chỉ phải chống lại lực lò xo xupap.
Xupap được sử dụng trong nhiều quy trình công nghiệp, từ kiểm soát lưu lượng trong quy trình sản xuất sữa đến cách ly không khí vô trùng trong ngành công nghiệp bán dẫn. Tuy nhiên, chúng được biết đến nhiều nhất với việc sử dụng trong động cơ đốt trong và động cơ hơi nước.
Van Presta và van Schrader được sử dụng trên lốp khí nén là những ví dụ của xupap. Van Presta không có lò xo và dựa vào chênh lệch áp suất để mở và đóng khi lốp được bơm căng.
Xupap cũng được sử dụng rộng rãi trong việc phóng ngư lôi từ tàu ngầm. Nhiều hệ thống sử dụng khí nén để bắn ngư lôi ra khỏi ống phóng ngư lôi; xupap giúp thu hồi một lượng lớn không khí này (cùng với một lượng đáng kể nước biển) để giảm đám mây bong bóng gây ra có thể làm lộ vị trí của tàu ngầm.

## Cấu tạo

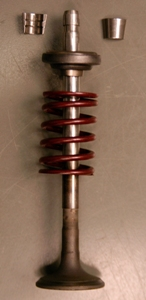
Các bộ phận của xupap (thứ tự từ trên xuống): hai nửa móng hãm xupap (dùng hãm cốc giữ lò xo), cốc giữ lò xo, lò xo (màu đỏ), xupap (gồm ba phần đuôi–thân–đầu xupap).

Cấu tạo của xupap gồm ba phần chính: đầu, thân, và đuôi.

### Đầu xupap
Đầu xupap (tiếng Anh: crown hoặc valve head), còn được gọi là đĩa xupap hoặc nấm xupap, có nhiệm vụ đóng–mở cửa nạp–xả bên trong buồng đốt động cơ đốt trong. Tuy có hình dạng giống nhau, nhưng đầu xupap hút thường có kích thước lớn hơn đầu xupap xả.
Phần quan trọng nhất của đầu xupap là mặt tán (sealing face) được mài góc vát nghiêng α ở cạnh ngoài để đóng kín bệ đỡ xupap trong thân máy hoặc nắp xi lanh. Độ lớn của góc vát mặt tán α quyết định đến đặc tính dòng khí đi qua cửa xupap. Góc mặt tán được đo từ phương ngang. Góc vát phổ biến nhất là góc 45° do giúp xupap có thể tự định tâm (vị trí vuông góc) khi đóng, đồng thời giúp tán xupap (valve seat) đóng chặt hơn vào bệ đỡ xupap. Các góc mặt tán nhỏ hơn (30° hoặc 40°) có thể được sử dụng ở xupap xả nhằm tăng khả năng truyền nhiệt. Một số mặt tán xupap xả và xupap nạp có góc vát nhỏ từ 20 đến 40° nhằm giúp dòng khí đi qua gờ cạnh xupap dễ dàng hơn. Những góc vát nhỏ này cũng giúp giảm mài mòn, dẫn đến ít điều chỉnh cơ cấu xupap đỉnh (OHV hoặc OHC) hơn. Thông thường, xupap xả có α = 45°, còn xupap nạp thường có α từ 30° đến 45°.
Đỉnh xupap (phần mặt tiếp xúc trên cùng của đầu xupap) có nhiều hình dạng như phẳng, lồi, lõm, hoặc có rãnh nhỏ ở giữa để lắp dụng cụ khi cần mài rà xupap. Đầu xupap dạng lồi giúp xupap có độ cứng cao hơn nhưng lại nặng hơn và bề mặt tiếp xúc của đầu xupap sẽ dễ bị tác động bởi nhiệt độ; xupap dạng này chủ yếu được sử dụng cho xupap xả do giúp giảm vùng chết khi xả khí cháy, giúp làm sạch khí thải. Các xupap dạng lõm có ưu điểm là giảm khối lượng xupap, đồng thời giữ nguyên hình dạng ngay cả khi chịu ứng suất nhiệt cao; đây là lý do tại sao chúng thường được trang bị cho các động cơ xe hơi thi đấu. Tuy nhiên, đầu xupap dạng phẳng được dùng phổ biến nhất do cấu tạo đơn giản, dễ gia công và có tiết diện chịu nhiệt nhỏ.

### Thân xupap
Thân xupap (stem) là có dạng hình trụ đặc với đường kính bằng khoảng 0,16 đến 0,25 so với đường kính đầu xupap, có nhiệm vụ dẫn hướng và tản nhiệt cho xupap. Trong quá trình làm việc, thân xupap chuyển động tịnh tiến bên trong ống dẫn hướng xupap. Trong quá trình hoạt động, phần thân xupap gần đầu xupap có nhiệt độ cao hơn, làm dễ dẫn đến hiện tượng bó kẹt xupap. Để tránh hiện tượng này, phần thân gần đầu xupap này được gia công với đường kính nhỏ hơn hoặc làm đường kính ống dẫn hướng lớn hơn.
Để dẫn nhiệt tốt, một số xupap có thân rỗng để chứa natri; lượng natri chiếm khoảng 50%–60% thể tích bên trong thân xupap. Natri có nhiệt độ nóng chảy ở khoảng 97,79 °C, sẽ chảy lỏng khi xupap nóng lên trong quá trình vận hành và giúp truyền nhiệt từ tán xupap đến thân xupap và cuối cùng tản nhiệt qua ống dẫn hướng xupap. Hiệu quả giảm nhiệt độ của thân xupap rỗng chứa natri có thể đạt 80 °C đến 150 °C. Lưu ý rằng sau khi sử dụng xong, loại xupap chứa natri này cần được xử lý cẩn thận để tránh người khác tiếp xúc, vì natri khi tiếp xúc với không khí rất dễ cháy và có khả năng tự kích lửa.

### Đuôi xupap
Đuôi xupap là bộ phận có kết cấu gắn đĩa giữ lò xo xupap. Đuôi xupap có nhiều hình dạng thiết kế khác nhau tùy thuộc vào cách ghép đĩa lò xo xupap, như hình côn hoặc rãnh vòng để lắp với móng hãm xupap (collet), hoặc có lỗ để lắp chốt hãm (cotter pin). Đối với xupap đặt trong cơ cấu phối khí trục cam dẫn động trực tiếp như OHV, đuôi xupap thường có thiết kế ren để gắn đĩa lò xo.

### Các bộ phận khác
Ngoài xupap, người ta còn sử dụng thêm những chi tiết máy khác nhằm hỗ trợ hoặc đảm bảo chức năng của xupap như bệ đỡ xupap, ống dẫn hướng, lò xo, đệm xupap.
Bệ đỡ xupap, hay còn gọi là đế xupap, là bộ phận gắn vào thân máy (cơ cấu phối khí xupap đặt) hoặc nắp xi lanh (cơ cấu phối khí xupap treo). Bệ đỡ xupap có vai trò dẫn khí ra–vào buồng đốt xi lanh, đồng thời, là nơi tiếp xúc trực tiếp với xupap khi xupap đóng. Mặt của bệ đỡ xupap thường cũng được vát góc nghiêng tương ứng với góc của mặt tán α nhằm đảm bảo độ kín khít, tránh lọt khí, trong quá trình hoạt động của động cơ đốt trong. Bệ đỡ xupap thường được làm bằng vật liệu chịu mài mòn và chịu va đập tốt, được làm bằng chi tiết rời để có thể dễ dàng thay thế khi sửa chữa hoặc bảo dưỡng.
Ống dẫn hướng xupap, hay còn gọi là bạc dẫn hướng xupap, có nhiệm vụ giữ vị trí xupap thẳng hàng và dẫn hướng giúp xupap chuyển động tịnh tiến thẳng trong thân máy hoặc nắp xi lanh. Ống dẫn hướng có cấu tạo dạng thanh trụ rỗng, đặt lồng bên ngoài thân xupap; bề mặt trong ống dẫn hướng được mài nhẵn bóng để hạn chế ma sát khi xupap chuyển động. Cũng như bệ đỡ xupap, ống dẫn hướng là chi tiết rời được gắn vào thân máy hoặc nắp xi lanh để dễ thay thế. Khoảng hở giữa thân xupap và ống dẫn hướng rất nhỏ; đối với xupap nạp là khoảng 0,038 đến 0,085 mm, còn đối với xupap thải là khoảng 0,06 đến 0,2 mm, lý do là tải trọng nhiệt ở xupap thải lớn hơn xupap nạp.
Lò xo xupap dùng để đóng xupap trong các kỳ nén và kỳ xả ở động cơ đốt trong, giúp tuần hoàn quá trình di chuyển của xupap. Ngoài ra, lò xo xupap còn có vai trò chịu tải trọng thay đổi đột ngột và khử lực quán tính của xupap khi cơ cấu phối khí hoạt động. Lò xo có tính đàn hồi lớn, khi kết hợp với các bộ phận khác trong cơ cấu phối khí hoạt động ở vận tốc vòng tua cao sẽ tạo ra dao động cộng hưởng, có thể làm gãy lò xo, gây hư hỏng thiết bị. Để hạn chế điều này, người ta có thể gắn hai hoặc ba lò xo có bước xoắn khác nhau trên cùng một xupap (thông thường mỗi xupap có một lò xo), hoặc dùng lò xo côn, hoặc gắn các chi tiết giảm chấn như cốc trượt hoặc vành giảm rung. Lò xo xupap được giữ cố định bởi cốc giữ lò xo xupap hay còn gọi là đế lò xo.
Đệm xupap là chi tiết gắn trong thân máy hoặc nắp xi lanh. Đối với nắp xi lanh bằng hợp kim nhôm, đệm xupap được ép trực tiếp vào nắp xi lanh. Đệm xupap có nhiệm vụ giúp bịt kín buồng đốt trong quá trình di chuyển tịnh tiến của xupap và tản nhiệt của quá trình cháy từ buồng đốt ra nắp xi lanh.

## Vật liệu

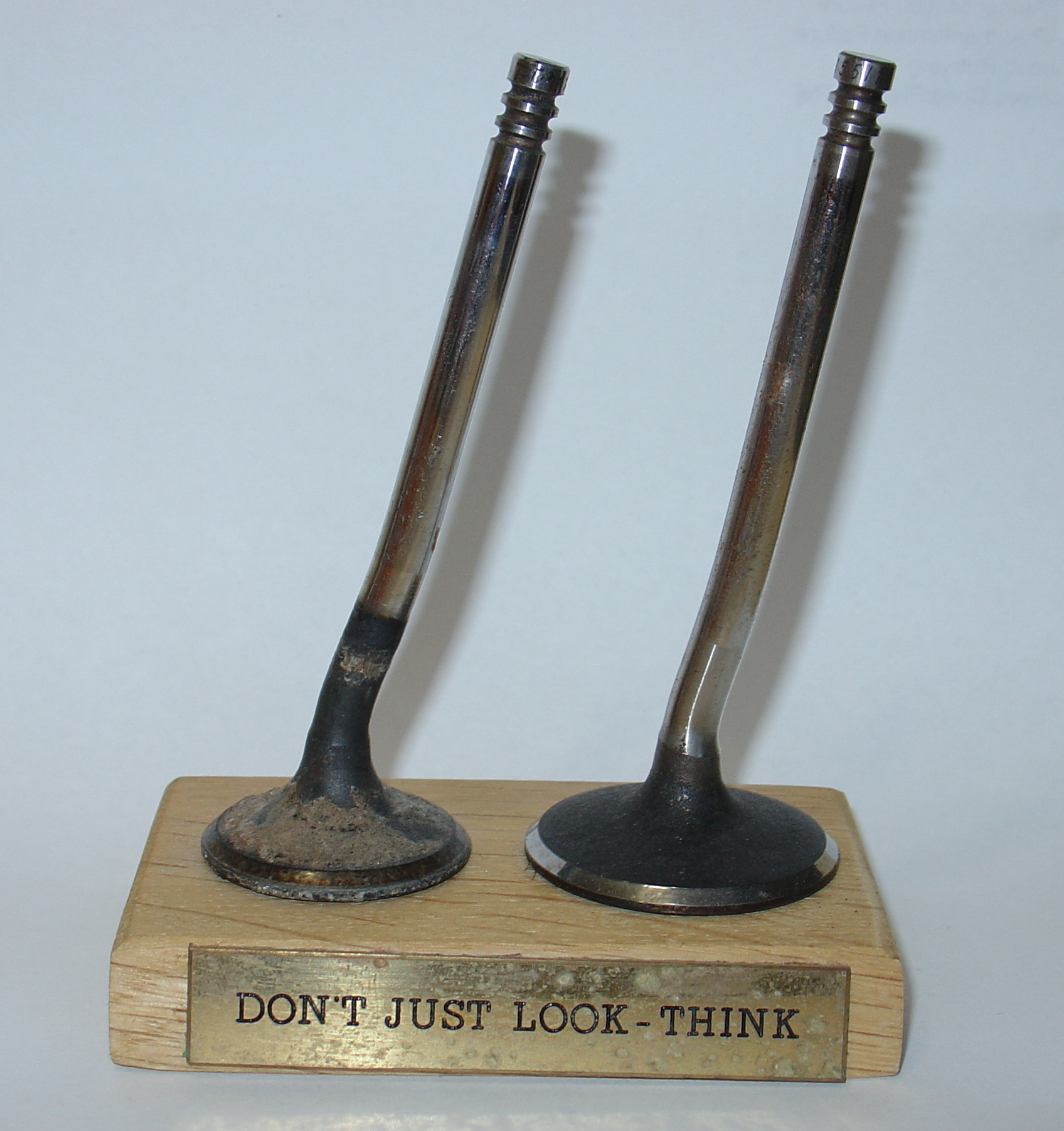
Xupap bị biến dạng

Xupap làm việc trong môi trường chịu va đập mạnh, thường xuyên tiếp xúc với áp suất và nhiệt độ cao, đặc biệt là xupap xả vì nhiệt độ của khí cháy bên trong buồng đốt có thể lên tới 900 °C, trong khi xupap nạp được làm mát bằng khí mới (ở kỳ nạp) với nhiệt độ khoảng gần 550 °C. Ngoài ra, lực quán tính cũng là yếu tố tác động đáng kể lên xupap; đầu xupap có thể tiếp xúc với bệ đỡ xupap gần 70 lần trong một giây (tương đương 4.200 RPM), thậm chí hơn gấp đôi ở một số động cơ đánh lửa (SI). Cuối cùng, xupap tiếp xúc với môi trường ăn mòn từ xăng, phụ gia, chất bôi trơn hoặc cặn cháy từ quá trình đốt.
Để chịu được những điều kiện làm việc này, xupap thường được làm bằng thép hợp kim chịu nhiệt có chứa thành phần như silic, crom, mangan, niobi, molypden. Để chống ăn mòn hóa học, bên ngoài xupap được mạ hợp kim coban. Trong một số trường hợp, thân xupap chỉ cần làm bằng thép thông thường —do không phải tiếp trực tiếp với điều kiện ứng suất cơ–nhiệt cao như đầu xupap— sau đó hai phần được hàn lại với nhau. Xupap nạp có thể không cần có tính chịu nhiệt tốt như xupap xả vì nhiệt độ làm việc không cao do được làm mát bằng khí mới. Ngoài ra, một số xupap phi kim loại được làm từ những vật liệu khác như Nylon, Polyamide-imide (Torlon), Polyetheretherketone (PEEK).
Các bộ phận khác của xupap được làm bằng nhiều loại vật liệu khác nhau. Bệ đỡ xupap được làm bằng gang xám, gang trắng, thép hợp kim, hoặc thép cứng do chịu va đập liên tục với đầu xupap. Ống dẫn hướng xupap thường được làm bằng gang hợp kim, gang dẻo nhiệt luyện (đối với động cơ thông thường), hoặc đồng thanh (đối với động cơ vận tốc cao). Lò xo xupap thường được làm bằng dây thép hợp kim được luyện trong dầu chứa thành phần silic, crom. Đệm xupap trong động cơ hiện đại thường được làm bằng gang xám hoặc thép luyện nhiệt.